# Mimectatina longipennis
Mimectatina longipennis är en skalbaggsart som beskrevs av Makihara 2004. Mimectatina longipennis ingår i släktet Mimectatina och familjen långhorningar. Inga underarter finns listade i Catalogue of Life.